# Opisthoxia miletia
Opisthoxia miletia là một loài bướm đêm trong họ Geometridae.